# École de gendarmerie de Dijon
L'école de gendarmerie de Dijon est une école placée sous l'autorité du Commandement des écoles de la Gendarmerie nationale.
Créée le 1er septembre 2016, elle est l'école la plus récente des écoles de formation initiale des sous-officiers de gendarmerie.
Elle fait partie des écoles de formation de la gendarmerie nationale avec Chaumont, Montluçon, Tulle, Rochefort, Fontainebleau et Châteaulin. L'école de gendarmerie de Dijon forme aussi des compagnies de Gendarmes Adjoints Volontaires. 

## Historique
Créée en 2016, l’école de gendarmerie de Dijon est implantée dans l'ancienne base aérienne 102 Dijon-Longvic. L'école a incorporé 480 élèves-gendarmes, soit 4 compagnies d'instruction, fin 2016, pour ensuite atteindre 1080 élèves-gendarmes, soit 9 compagnies d'instruction, courant 2021. La 1re compagnie d'instruction a incorporé l'école en octobre 2016.

## Situation géographique
L'école est située sur l'ancienne base aérienne 102 Dijon-Longvic Capitaine Georges Guynemer au sud de Dijon, sur le territoire des communes d'Ouges, de Longvic et de Neuilly-lès-Dijon, dans le département de la Côte-d'Or.

## Base aérienne 102
La base aérienne 102, construite en 1913, est l'un des plus anciens aérodromes militaires français. Elle a vu ses derniers avions – les Alphajet de l'escadron d'entraînement 2/2 Côte-d'Or – quitter sa plate-forme à l'été 2014, et fut dissoute le 30 juin 2016, après 102 ans d'existence. L'armée de l'air cède définitivement le terrain le 31 août 2016 (hormis quelques installations isolées pérennes : radars, systèmes de communication, archives...). Tandis que la gestion de l'aérodrome est transférée au secteur civil en tant qu'aéroport de Dijon-Bourgogne, l'ancienne "zone vie" devient l'école de gendarmerie de Dijon.

## Effectif
L'école accueille jusqu'à dix compagnies d'instruction, soit 1200 élèves, encadrés par 250 personnels militaires d'encadrement permanents et civils.